# Пышково (Смоленская область)
Пышково — деревня  в  Смоленской области России,  в Гагаринском районе. Население — 288 жителей (2007). 
Расположена в северо-восточной части области  в 20  км к северо-востоку от Гагарина, на берегах реки Москва, в 11 км к северу от станции Батюшково на железнодорожной ветке Москва — Минск, в 3,5 км к западу от границы с Московской областью. Входит в состав Акатовского сельского поселения.

## История
В 1942 году Новиковым Кириллом Ивановичем был создан партизанский отряд «Победа».

## Экономика
Средняя школа, магазины, сельхозпредприятие «Пышково», предприятие деревообработки и пр.

## Достопримечательности
Обелиск Герою Советского Союза Петру Тимофеевичу Лихачёву. Погиб в этом районе у деревни Клячино 22 марта 1942 года.